# Otto Braun
|  | For forfatteren, se Otto Braun (forfatter) |
Otto Braun (28. januar 1872 – 14. december 1955) var en tysk politiker (SPD), som var ministerpræsident i Preussen.
Han var oprindelig fra Königsberg i Østpreussen og blev leder af det socialdemokratiske parti der. Han blev indvalgt i den preussiske landdag, parlamentets underhus, i 1913. I 1919 blev han valgt til den grundlovsgivende forsamling som mødtes i Weimar. Han er mest kendt som statsminister i Preussen, en position han havde næsten sammenhængende fra 1920 til 1932. Han var også SPD's præsidentkandidat i 1925.
I Weimarrepublikkens sidste år var Brauns koalitionsregering i Preussen en af de stærkeste demokratiske bastioner. I modsætning til rigspolitikken, som var præget af kriser og hyppige regeringsskifte, lykkedes det Braun at skabe en relativt stabil statsregering i Preussen. Regeringen blev afsat ved et kup i 1932, ledet af den nationale regering under centrumspolitikeren Franz von Papen. Braun forblev imidlertid i opposition til den nye nationalt udpegede (ikke lokalt valgte) regering i Preussen indtil Hitlers magtovertagelse, da han emigrerede til Schweiz, hvor han døde i Locarno 22 år senere.
Efter 2. verdenskrig opfordrede Braun fra sit eksil de allierede til at genindsætte den lovlige preussiske regering, men de allierede nægtede på grund af deres planer om etnisk rensning af tyskere fra store dele af Preussen.